# Leporinus
Leporinus é um gênero de peixes da família Anostomidae.

## Espécies selecionadas
- Leporinus enyae Burns et al., 2017[2]
- Leporinus macrocephalus (piavuçu)
- Leporinus striatus Kner, 1858